# Žerjavka
Žerjavka je naselje u slovenskoj Općini Šenčuru. Žerjavka se nalazi u pokrajini Gorenjskoj i statističkoj regiji Središnja Slovenija. 

## Stanovništvo
Prema popisu stanovništva iz 2002. godine naselje je imalo 38 stanovnika.